# Roquemartine
Roquemartine ist eine Burgruine auf dem Gebiet der südfranzösischen Gemeinde Eyguières. Außerdem war Roquemartine der Name einer bis 1830 eigenständigen Gemeinde.
Die Ruine trägt den Namen Castellas de Roquemartine oder auch Château de la Reine Jeanne (dt.: Schloss der Königin Johanna). Früher gehörte die Burg, die im 12. und 13. Jahrhundert entstand, der Familie Albe. Auch heute ist die Burg in Privatbesitz. Seit dem 28. September 1926 gilt sie als Monument historique.
Bei der Burg befindet sich außerdem die Kirche Saint-Sauveur. Sie stammt aus dem 14. Jahrhundert. Wahrscheinlich gab es auch schon im 11. Jahrhundert ein Gotteshaus in Roquemartine.

## Gemeinde
1790 wurde Roquemartine zur Gemeinde des Départements Bouches-du-Rhône erhoben, allerdings bestand diese nur bis 1830. Zunächst trug sie ihren heutigen Namen, 1801 hieß sie jedoch Roque-Martine. Die Gemeinde gehörte zum ehemaligen Kanton Eyguières. Bis 1816 gehörte sie zum Arrondissement Tarascon, das später im Arrondissement Arles aufging.
Bevölkerungsentwicklung:
| Jahr      | 1793 | 1800 | 1806 |
| Einwohner | 75   | 41   | 67   |